# Тулубаево (Татарстан)
Тулубаево (тат. Тулыбай) — село в Мензелинском районе республики Татарстан России. Входит в состав Урусовского сельского поселения.
Численность населения (2010): 374 человека (в основном татары).
Расположено на правом берегу реки Тиргауш в 17 км к западу от Мензелинска и в 25 км к востоку от Набережных Челнов. На севере вблизи села проходит автодорога Наб. Челны — Кузкеево — Мензелинск.

## История
В «Списке населенных мест по сведениям 1870 года», изданном в 1877 году, населённый пункт упомянут как деревня Тулубаева (Толубаева) 5-го стана Мензелинского уезда Уфимской губернии. Располагалась при речке Тергауше, по правую сторону почтового тракта из Мензелинска в Елабугу, в 20 верстах от уездного города Мензелинска и в 2 верстах от становой квартиры в деревне Кузекеева (Кускеева). В деревне, в 110 дворах жили 756 человек (357 мужчин и 399 женщин, башкиры, тептяри), были мечеть, училище, 3 водяные мельницы. Жители занимались земледелием, скотоводством, плетением лаптей.